# Dictyandra congolana
Dictyandra congolana är en måreväxtart som beskrevs av Elmar Robbrecht. Dictyandra congolana ingår i släktet Dictyandra och familjen måreväxter. Inga underarter finns listade i Catalogue of Life.